# Liste der Naturdenkmale in Alsfeld
Die Liste der Naturdenkmale in Alsfeld nennt die im Gebiet der Stadt Alsfeld im Vogelsbergkreis in Hessen gelegenen Naturdenkmale.
| Bild            | Bezeichnung                                 | Ortsteil, Lage                             | Beschreibung | Art          | Nr.     |
| --------------- | ------------------------------------------- | ------------------------------------------ | --- | ------------ | ------- |
| Fotos hochladen | 2 Eichen vor dem Wahl bei der Eisernen Hand | Alsfeld 50° 44′ 25,2″ N, 9° 15′ 34,9″ O    | 2011:Wertvoller Einzelbaum auf Privatgrundstück unweit der Straße. Höhe 23,5 m, Umfang 4,7 m. 2018: Zwei Eichen                  | Einzelbaum   | 1.001.1 |
| Fotos hochladen | 2 Eichen im Distrikt „Assenloh“             | Hattendorf 50° 47′ 34,1″ N, 9° 16′ 32,9″ O | Zwei Eichen. Einzelbäume beiderseits der B 254. Höhe 23,5 m, Umfang 4,7 m.                                                       | Einzelbäume  | 1.002.1 |
| Fotos hochladen | Bonifatiuslinde auf dem Friedhof zu Oberrod | Liederbach 50° 42′ 49,6″ N, 9° 14′ 33,4″ O | Wüstung Oberrod. 5 starke Stockaustriebe aus etwa 1250 Jahre alter Sommerlindenruine. Höhe 19 m, Umfang 10 m.                    | Einzelbaum   | 1.003.1 |
| Fotos hochladen | Quarzitblöcke bei der Ziegelei Alsfeld      | Schwabenrod 50° 47′ 42″ N, 9° 11′ 4,8″ O   | Im Außenbereich am Ortsrand von Schwabenrod in ca. 0,9 ha großer Waldfläche in der Feldflur. Tertiärquarzite mit Kiefernbewuchs. | Einzelfelsen | 1.004.1 |